# Ko Kyung-min
Đây là một tên người Triều Tiên, họ là Ko.
Ko Kyung-min (tiếng Hàn: 고경민; sinh ngày 11 tháng 4 năm 1987) là một cầu thủ bóng đá Hàn Quốc thi đấu ở vị trí tiền đạo cho Busan IPark ở K League 2.

## Sự nghiệp
Anh được lựa chọn bởi Incheon United ở đợt tuyển quân K League 2010.